# Hełm wz. 35

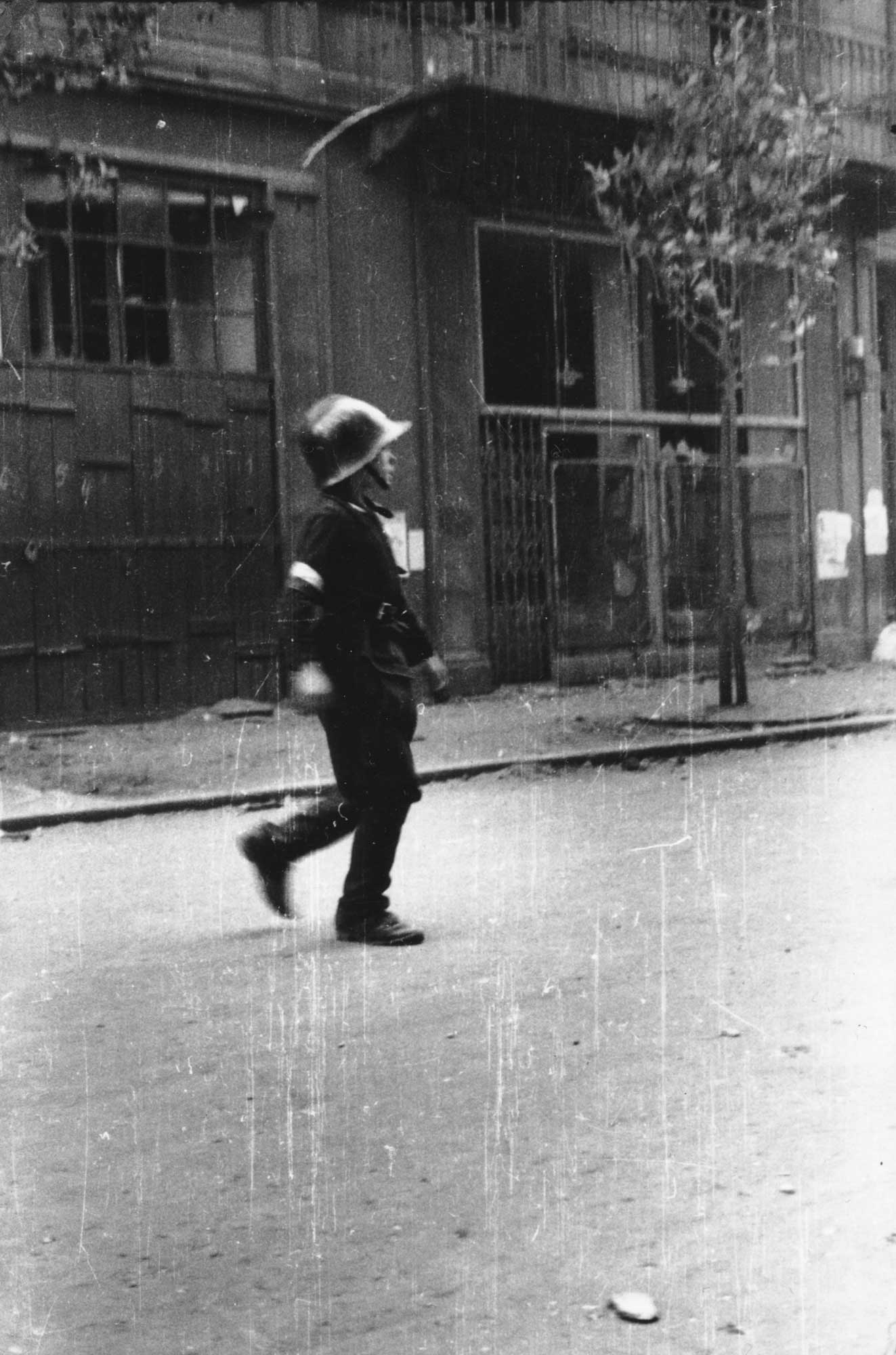
Łącznik Zbigniew Stefan Ślęzakowski pseudonim "Kędziorek" w czasie powstania warszawskiego w hełmie wz. 35

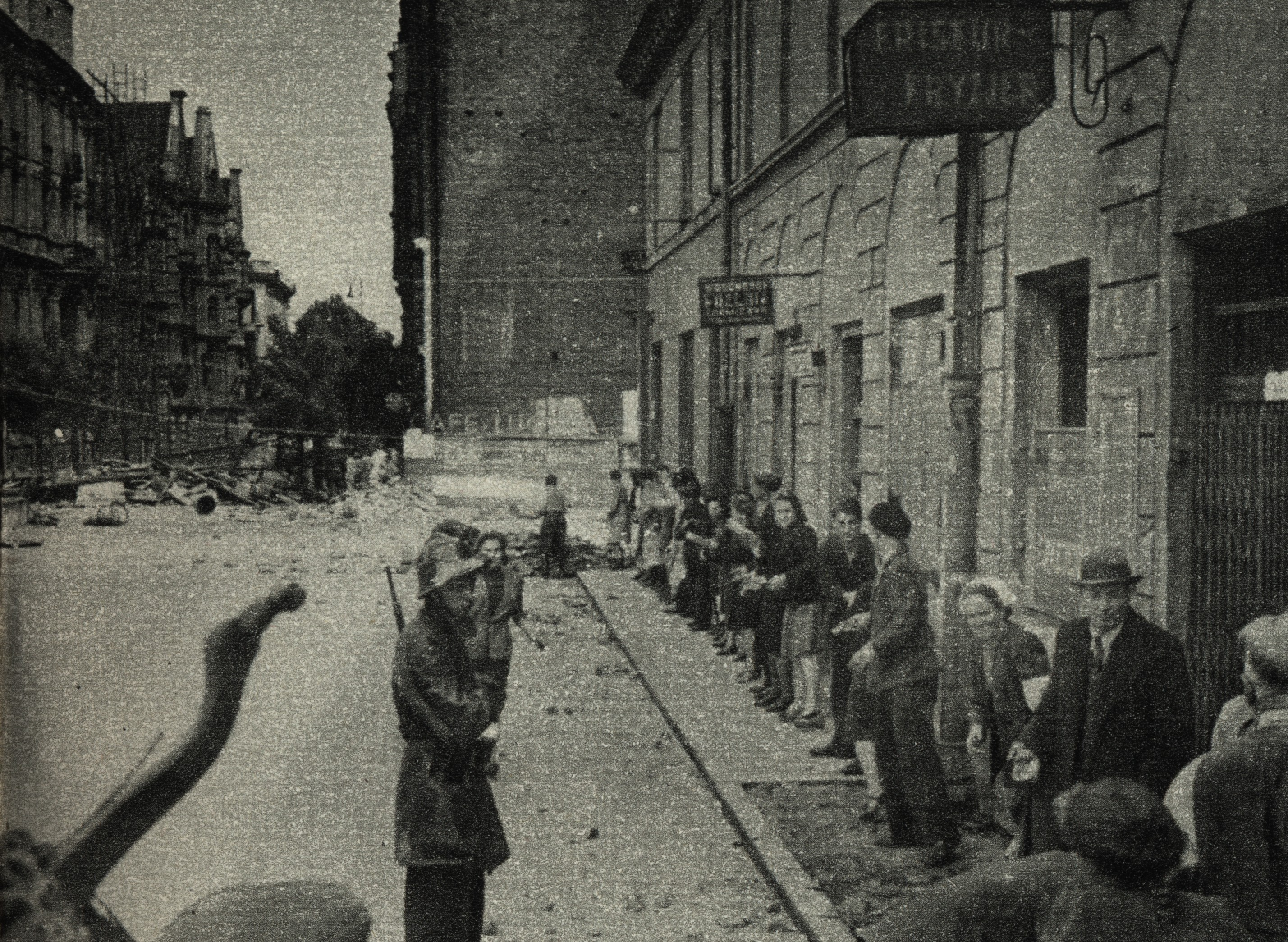
Powstaniec warszawski w hełmie wz. 35

Hełm wz. 35 – polski stalowy hełm, przeznaczony dla straży pożarnej i oddziałów OPL.

## Historia
Hełm wz. 35 został opracowany przez inż. Kossowskiego na podstawie projektu z 1921 roku inż. Józefa Tuliszkowskiego zgłoszonego na konkurs, który miał wyłonić nowy polski hełm. Dzwon hełmu wz. 35 został tym samym oparty na projekcie hełmu wz. 28 z krótkim nakarczkiem. Produkowano je ze stali nierdzewnej, wersja dla straży pożarnej była także niklowana. Dodatkowym elementem hełmu wz.35 był grzebień o przekroju trójkątnym przyspawany punktowo do dzwonu. Same brzegi dzwonu zostały zawalcowane. Hełm posiadał dwa otwory wentylacyjne, jeden w szczycie dzwonu od wewnątrz, drugi mniejszy przy nakarczku od zewnątrz.
Produkcją hełmów zajmowała się Huta „Ludwików”. Modele przedwojenne posiadały dodatkowo tabliczkę znamionową o wysokości 15 mm i szerokości 35 mm przytwierdzoną pod nakarczkiem w wewnętrznej części hełmu z nazwą producenta (LUDWIKÓW KIELCE) i rokiem jego produkcji (1935–1939). Fasunek hełmu był skórzany, rzadziej brezentowy. Hełmy dla obrony przeciwlotniczej lakierowano na kolor szary, a hełmy dla straży pożarnej niklowano.
Po zakończeniu drugiej wojny światowej w Kielcach kontynuowano produkcję hełmów korzystając z dzwonów oraz fasunków, które zostały wykonane przed wojną. Zapotrzebowanie na hełmy dla straży pożarnej okazało się jednak tak duże, że z czasem rozpoczęto produkcję nowych dzwonów oraz fasunków (jednak były to już fasunki takie jak w radzieckich hełmach SSz-40). Po wprowadzeniu do powszechnego użycia w latach 60. hełmów bakelitowych wzorowanych na hełmie wz. 35 hełmy zaczęły być wycofywane ze służby. Kres ich służbie położyło wprowadzenie w latach 80. o wiele lepszych i tańszych hełmów. Wycofywane hełmy trafiały do magazynów obrony cywilnej, gdzie były modernizowane (wymiana fasunków itp.).